# Georg Beck (Politiker)
Georg Beck (* 27. April 1890 in Reichenau-Oberzell; † 7. Juni 1968 in Konstanz) war ein deutscher Politiker.

## Leben
Beck war zunächst Landwirt und Fischer. Im Ersten Weltkrieg schwer verwundet, war er zu einem Berufswechsel gezwungen, machte das Abitur nach, studierte ab 1920 Rechtswissenschaften und wurde nach dem Staatsexamen dann Beamter und Kommunalpolitiker.
Von 1936 bis 1945 war er Beamter beim erzbischöflichen Oberstiftungsrat (Erzbistum Freiburg) in Freiburg im Breisgau und von 1945 bis 1947 Bürgermeister der Gemeinde Reichenau. Von 1947 bis 1949 war er kommissarischer Landrat im Landkreis Waldshut und wurde danach 1949 zum Landrat im Landkreis Überlingen (Bodenseekreis) gewählt. 1955 trat er in den Ruhestand.